# Kozielska Fabryka Maszyn „Kofama”
Kozielska Fabryka Maszyn „Kofama” – przedsiębiorstwo działające od 1961 roku, zlokalizowane w Koźlu-Porcie, dzielnicy Kędzierzyna-Koźla.
Spółka specjalizuje się w produkcji maszyn i urządzeń przemysłowych.

## Historia
W 1961 uruchomiono produkcję maszyn do produkcji papieru którą zlokalizowano w opuszczonych halach produkcyjnych dawnej niemieckiej fabryki papieru i celulozy w Koźlu-Porcie. Pierwszą nazwą fabryki był „FUP” czyli Fabryka Urządzeń Papierniczych. W późniejszych latach w czasie rozszerzenia produkcji i działalności, nazwa fabryki została zmieniona na „KOFAMA” – Kozielska Fabryka Maszyn. 
| Rok  | Liczba pracowników „Kofamy” |
| ---- | --------------------------- |
| 1975 | 830                         |
| 2009 | 70                          |

Źródło: Praca zbiorowa „Kędzierzyn-Koźle Monografia Miasta”, Opole 2001.